# British Rail 333 sorozat

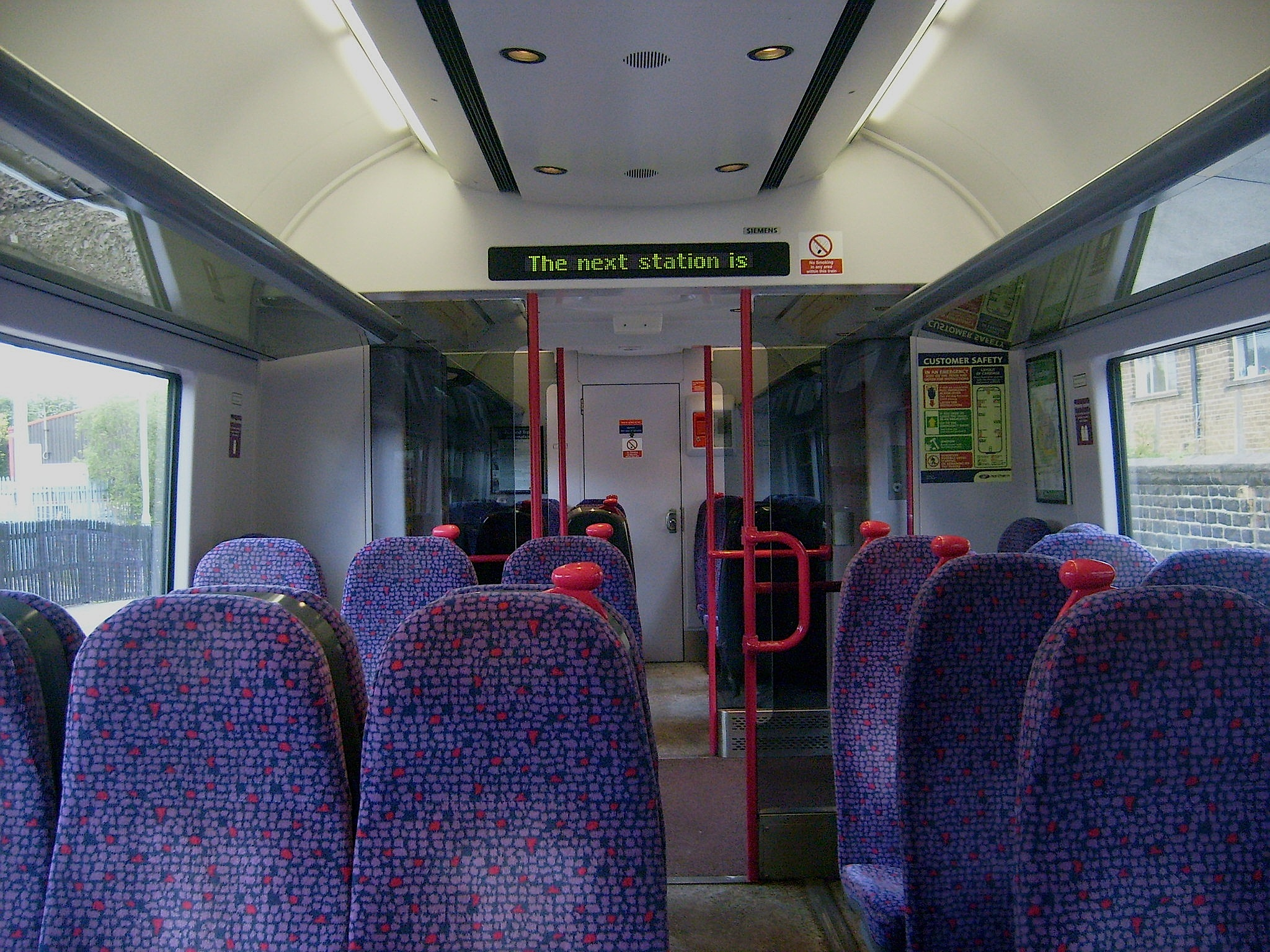
utastér

A British Rail 333 sorozat egy angol háromrészes (később akár négyrészessé is alakítható) 25 kV 50 Hz AC áramrendszerű villamosmotorvonat-sorozat. 1998 és 2001 között gyártotta a Siemens és a CAF. Összesen 16 háromrészes motorvonat készült el. A Northern Rail üzemelteti 1998 óta. A motorvonatok alapja a British Rail 332, melyet jelenleg a Heathrow Express üzemeltet.